# Estádio Fatih Terim de Başakşehir
O Estádio Fatih Terim de Başakşehir (em turco, Başakşehir Fatih Terim Stadyumu) é um estádio de futebol localizado no distrito de Başakşehir, em Istambul, na Turquia. O nome do estádio rende homenagem ao futebolista e treinador turco, Fatih Terim.
Inaugurado oficialmente em 2014, tem capacidade máxima de 17,319 espectadores. É oficialmente a casa do İstanbul Başakşehir, clube que disputa atualmente a Süper Lig.

## Histórico
Desde que o İstanbul Başakşehir foi fundado em 1990, o clube não dispunha de um mando de campo fixo, disputando partidas oficiais das competições das quais participava em estádios diferentes a cada ano. Diante do problema da ausência de um estádio próprio, os primeiros planos para a construção de uma nova arena foram apresentados à diretoria do clube em 2006 pelo escritório de arquitetura Arima Mimarlik. Com a promoção do İstanbul Başakşehir à Süper Lig pela primeira vez para a temporada 2007–08, foi necessário adotar um mando de campo fixo em um estádio adequado para os jogos da Primeira Divisão Turca. Com isso, o clube passou a mandar seus jogos no Estádio Olímpico Atatürk, com capacidade máxima de 76 092 espectadores, até a conclusão de seu novo estádio, situado a apenas 12 km de sua sede provisória.
O estádio foi oficialmente inaugurado em 26 de julho de 2014 pelo presidente Recep Tayyip Erdoğan em partida amistosa entre celebridades do país e proeminentes membros do AKP, ocasião em que também foi revelado o nome do novo estádio.

## Infraestrutura

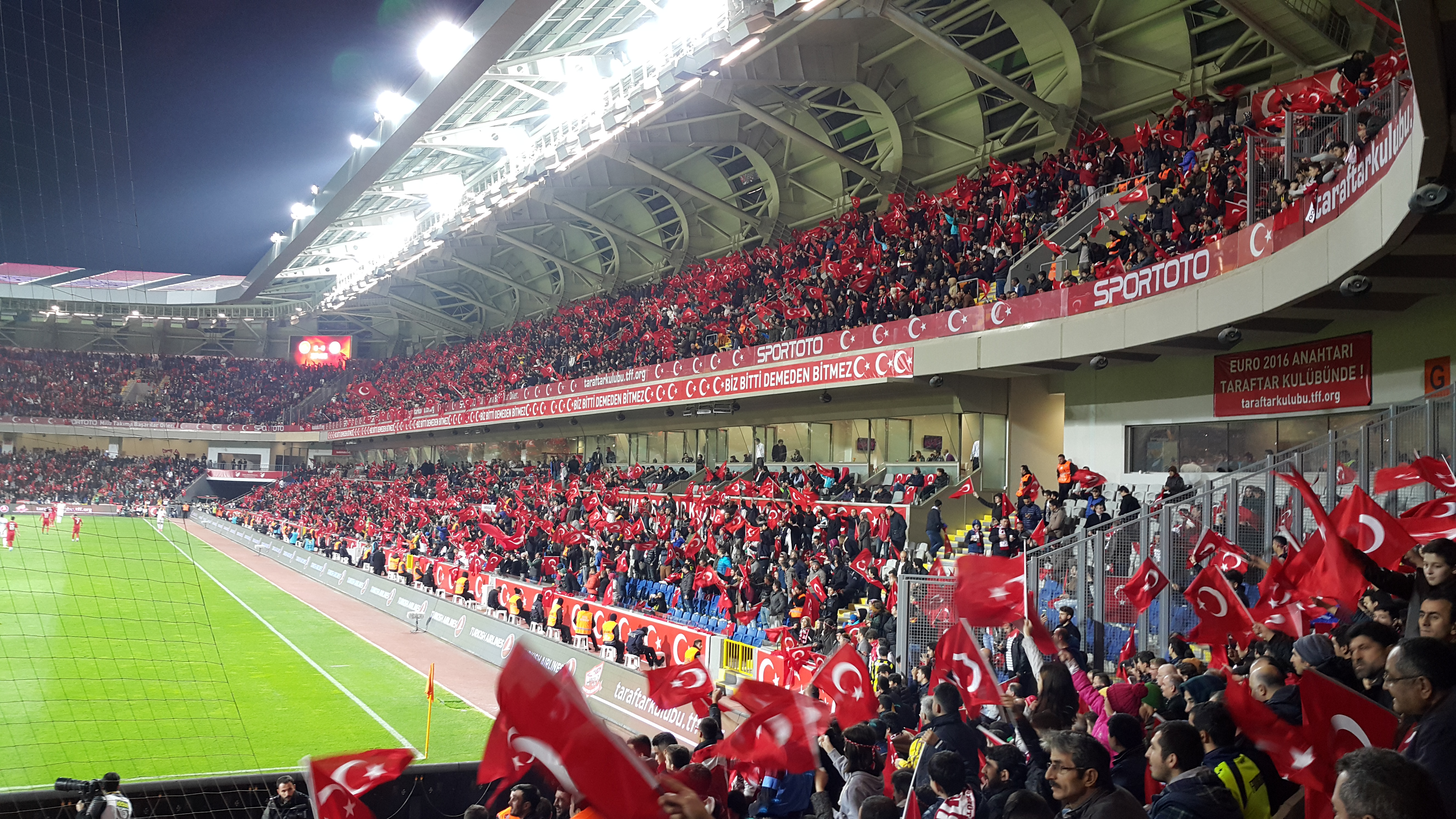
Torcida turca em partida amistosa disputada entre Turquia e Grécia em 2015

A área total do estádio é de 162.000 m² que incluem além do estádio outros três campos de treinamento para atletas do clube. Em contraste com as demais arenas esportivas recentemente construídas no país, o estádio não chama a atenção pelas fachadas externas com designs inovadores, mas sim por estar ladeado por quatro grandes mastros, onde se encontram os painéis de iluminação noturna. Por sua vez, na parte interna, o piso inferior das arquibancadas não circunda totalmente o gramado, tendo sido construído sob o formato de ferradura.
O estádio conta com três grandes camarotes para acomodação de representantes da FIFA, da UEFA e da Federação Turca de Futebol, 4 vestiários para atletas, 2 salas para a equipe de arbitragem, 1 centro de saúde para atletas lesionados durante as partidas disputadas no local, 1 sala de controle para testes antidoping, 1 sala para conferências de imprensa com capacidade para 170 pessoas equipada com recursos de tradução simultânea de entrevistas, sistema de aquecimento por piso radiante, sistema de irrigação e drenagem do gramado, uma academia de ginástica, 13 elevadores e 8 pequenas mesquitas, além de 350 lugares de estacionamento coberto e outros 1 300 lugares nos arredores do estádio.